# Maranta longiflora
Maranta longiflora är en strimbladsväxtart som beskrevs av S.Vieira och V.C.Souza. Maranta longiflora ingår i släktet Maranta och familjen strimbladsväxter. Inga underarter finns listade.